# Lijst van voetbalinterlands Cambodja - Vietnam
Deze lijst van voetbalinterlands is een overzicht van alle officiële voetbalwedstrijden tussen de nationale teams van Cambodja en (Noord-)Vietnam. De buurlanden hebben tot op heden veertien keer tegen elkaar gespeeld. De eerste ontmoeting, een vriendschappelijke wedstrijd, vond plaats op 28 april 1963 in Jakarta (Indonesië). Het laatste duel, eveneens een vriendschappelijke wedstrijd, werd gespeeld in Thủ Dầu Một op 19 maart 2025.

## Wedstrijden
| №  | Plaats          | Datum            | Competitie                      | Wedstrijd                | Uitslag |
| -- | --------------- | ---------------- | ------------------------------- | ------------------------ | ------- |
| 1  | Jakarta         | 28 april 1963    | Vriendschappelijk               | Noord-Vietnam − Cambodja | 3 − 2   |
| 2  | Pyongyang       | 8 augustus 1965  | Vriendschappelijk               | Noord-Vietnam − Cambodja | 1 − 1   |
| 3  | Phnom Penh      | 30 november 1966 | Vriendschappelijk               | Cambodja − Noord-Vietnam | 2 − 2   |
| 4  | Lamphun         | 8 december 1995  | Zuidoost-Aziatische Spelen 1995 | Cambodja − Vietnam       | 0 − 4   |
| 5  | Singapore       | 2 september 1996 | Zuidoost-Azië Cup 1996          | Cambodja − Vietnam       | 1 − 3   |
| 6  | Songkhla        | 7 november 2000  | Zuidoost-Azië Cup 2000          | Cambodja − Vietnam       | 0 − 6   |
| 7  | Jakarta         | 15 december 2002 | Zuidoost-Azië Cup 2002          | Vietnam − Cambodja       | 9 − 2   |
| 8  | Ho Chi Minhstad | 9 december 2004  | Zuidoost-Azië Cup 2004          | Vietnam − Cambodja       | 9 − 1   |
| 9  | Naypyidaw       | 26 november 2016 | Zuidoost-Azië Cup 2016          | Vietnam − Cambodja       | 2 − 1   |
| 10 | Phnom Penh      | 5 september 2017 | Azië Cup 2019 kwalificatie      | Cambodja − Vietnam       | 1 − 2   |
| 11 | Hanoi           | 10 oktober 2017  | Azië Cup 2019 kwalificatie      | Vietnam − Cambodja       | 5 − 0   |
| 12 | Hanoi           | 24 november 2018 | Zuidoost-Azië Cup 2018          | Vietnam − Cambodja       | 3 − 0   |
| 13 | Singapore       | 19 december 2021 | Zuidoost-Azië Cup 2020          | Vietnam − Cambodja       | 4 − 0   |
| 14 | Thủ Dầu Một     | 19 maart 2025    | Vriendschappelijk               | Vietnam − Cambodja       | 2 − 1   |

## Samenvatting
| Competitie                 | Totaal gespeeld | Winst Cambodja | Gelijk | Winst Vietnam | Doelsaldo Cambodja – Vietnam |
| -------------------------- | --------------- | -------------- | ------ | ------------- | ---------------------------- |
| Azië Cup-kwalificatie      | 2               | 0              | 0      | 2             | 1 − 7                        |
| Zuidoost-Azië Cup          | 7               | 0              | 0      | 7             | 5 − 36                       |
| Zuidoost-Aziatische Spelen | 1               | 0              | 0      | 1             | 0 − 4                        |
| Vriendschappelijk          | 4               | 0              | 2      | 2             | 6 − 8                        |
| Totaal                     | 14              | 0              | 2      | 12            | 12 − 55                      |

Wedstrijden bepaald door strafschoppen worden, in lijn met de FIFA, als een gelijkspel gerekend.